# Тимошинина, Юлия Владимировна
Юлия Владимировна Тимошинина (род. 23 января 1998, Москва) — российская прыгунья в воду.

## Карьера
С 6 лет тренируется у родителей.
Чемпионка России (2012, 2013 — синхро; 2015, 2016 — лично, микст; 2015 — команда). Серебряный (2014 — синхро) и бронзовый (2013, 2014 — лично; 2016 — синхро) призер чемпионатов России.
На чемпионате Европы 2014 года победила в синхронных прыжках с вышки в паре с Екатериной Петуховой.
На чемпионате Европы 2015 года победила в синхронном прыжке с вышки в паре с той же партнёршей.
На чемпионате Европы 2016 года стала третьей в синхронных прыжках с вышки (микст с Никитой Шлейхером).
С чемпионата Европы 2017 года привезла два серебра по синхронному прыжку с вышки в женском (Валерия Белова) и смешанном (Виктор Минибаев) разряде, а также бронзу в индивидуальном прыжке с вышки.
На Универсиаде в августе этого года в Тайбэе она выиграла бронзу в синхронных прыжках с 10-метровой вышки, вместе с Юлией Тихомировой.
В 2020 году закончила бакалавриат РГУФКСМиТ.
В мае 2021 года на чемпионат Европы, который состоялся в Венгрии, в Будареште, Юлия в прыжках с вышки завоевала серебряную медаль уступив только своей соотечественнице Анне Конаныхиной. В синхронных прыжках с вышке совместно с Екатериной Беляевой стала чемпионкой Европы.

## Семья
- Мать — Светлана Тимошинина — российская прыгунья в воду, двукратная медалистка чемпионатов мира, трёхкратная чемпионка Европы, многократная чемпионка России.
- Отец — Владимир Тимошинин — российский прыгун в воду, бронзовый призёр чемпионата мира, чемпион Европы, многократный чемпион СССР и России.

## Образование
Студентка МГПУ.